# Вайсман, Борис Натанович
Борис Натанович Вайсман (идиш ברוך װײַסמאַן‎ — Бо́рух Вайсман, ивр. ברוך מרדכי וייסמן‎ — Ба́рух Мордеха́й Ва́йсман; 10 августа 1887, Словечно Овручского уезда Волынской губернии — 15 октября 1962, Боярка) — еврейский писатель, педагог и общественный деятель, автор произведений на идише и иврите.

## Биография
Родился в бедной еврейской семье в местечке Словечно (ныне Житомирская область, Украина). В 1910-х годах работал меламедом в Бессарабии.
В 1917—1919 годах жил в Одессе, сблизился с Х. Н. Бяликом и Ахад-ха-‘Амом. В 1919 году пытался нелегально выехать через Румынию в Палестину, но так как боялся, что впоследствии не выпустят его семью, отказался от этого намерения.
В 1920-х годах работал учителем еврейского языка в киевских еврейских школах с обучением на идише. Публиковался в советской еврейской прессе (в том числе в московской газете «Дер эмес»). В 1933 году переехал в Биробиджан, где преподавал в педагогическом техникуме и публиковался в газете «Биробиджанер штерн». Член ВКП(б). По возвращении в Киев сотрудничал в журнале «Штерн».
После войны вновь жил в Киеве, где с 1945 года работал научным сотрудником в Кабинете по изучению еврейского языка, литературы и фольклора при Академии наук УССР, а также в редакции газеты «Молодь Украины». Печатался в московской газете «Эйникайт». В 1949 году был арестован вместе с другими сотрудниками кабинета по обвинению в буржуазном национализме. После освобождения вернулся в Киев.
В 1952-1956 годах вёл личный дневник на иврите, а с конца 1955 года начал передавать свои записи нелегальным путём в Израиль, где дневник публиковался в газете «Девар» без упоминания имени автора (имя Вайсмана было онародовано примерно через год после его смерти). 23 февраля 1957 году был арестован, как "тайный сионист" вместе с М.И. Дразниным, И.Я. Фридманом, Г.Ш. Ременником. Вайсман рассматривался как лидер группы. Во время обыска у него были найдены некоторые записи его дневника, в которых  «автор откровенно выражает сионистские симпатии» и «враждебную позицию по отношению к политике КПСС и советского правительства», но связь дневника с публикациями в ИЗраиле не была обнаружена.  23 июля 1957 Вайсман осуждён Киевским облсудом по статье 54-10 ч.2 УК УССР «антисоветская агитация» на 5 лет лагерей. 27 мая 1960 года Постановлением Верховного суда УССР срок был снижен до 3 лет, 15 июня того же года Вайсман был освобождён.

## Семья
- Жена — Полина (Песя) Марковна Визельман
  - Дочь — учёный-химик[5].
  - Сын — Вениамин Борисович Вайсман (1914—1969)[6].

## Произведения
- Дневник еврейского подполья
- Моему брату в Государстве Израиль
- Открытое письмо Лиону Фейхтвангеру